# Jean Ier d'Amboise
Pour les articles homonymes, voir Jean Ier.
Jean Ier d'Amboise (né en 1201 et décédé le 6 juillet 1274). Il est le deuxième fils de Hugues IV d'Amboise (né vers 1170 et décédé le vers 1218), et de Marguerite de Berrie, héritière de cet important fief.

## Biographie
.
Jean Ier d'Amboise participa, en juillet 1214, à la Bataille de Bouvines au côté du roi Philippe Auguste.

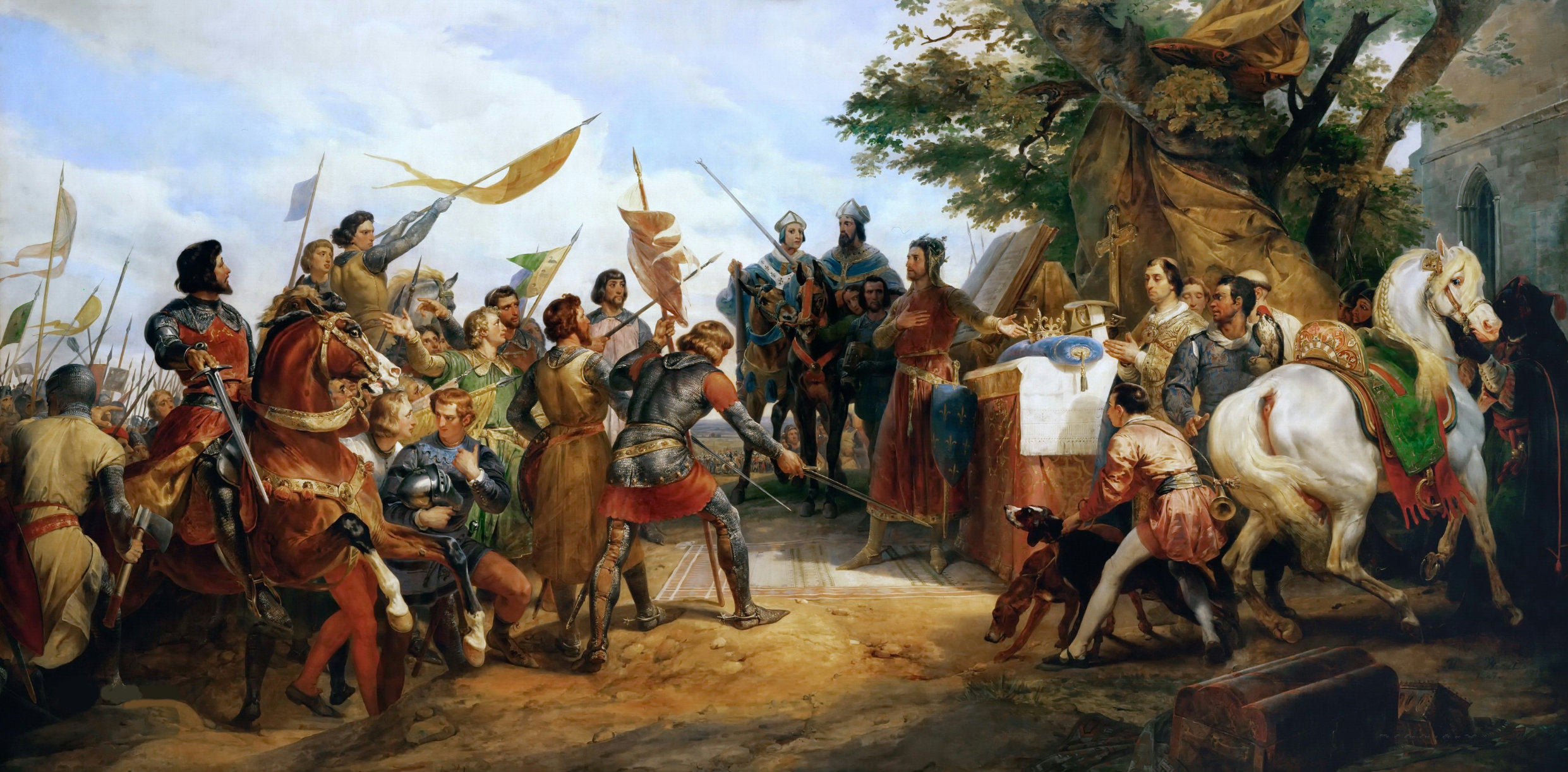
Batailles de Bouvines

Il eut une sœur Alix mariée à Eudes Ier de Châtillon-en-Bazois.

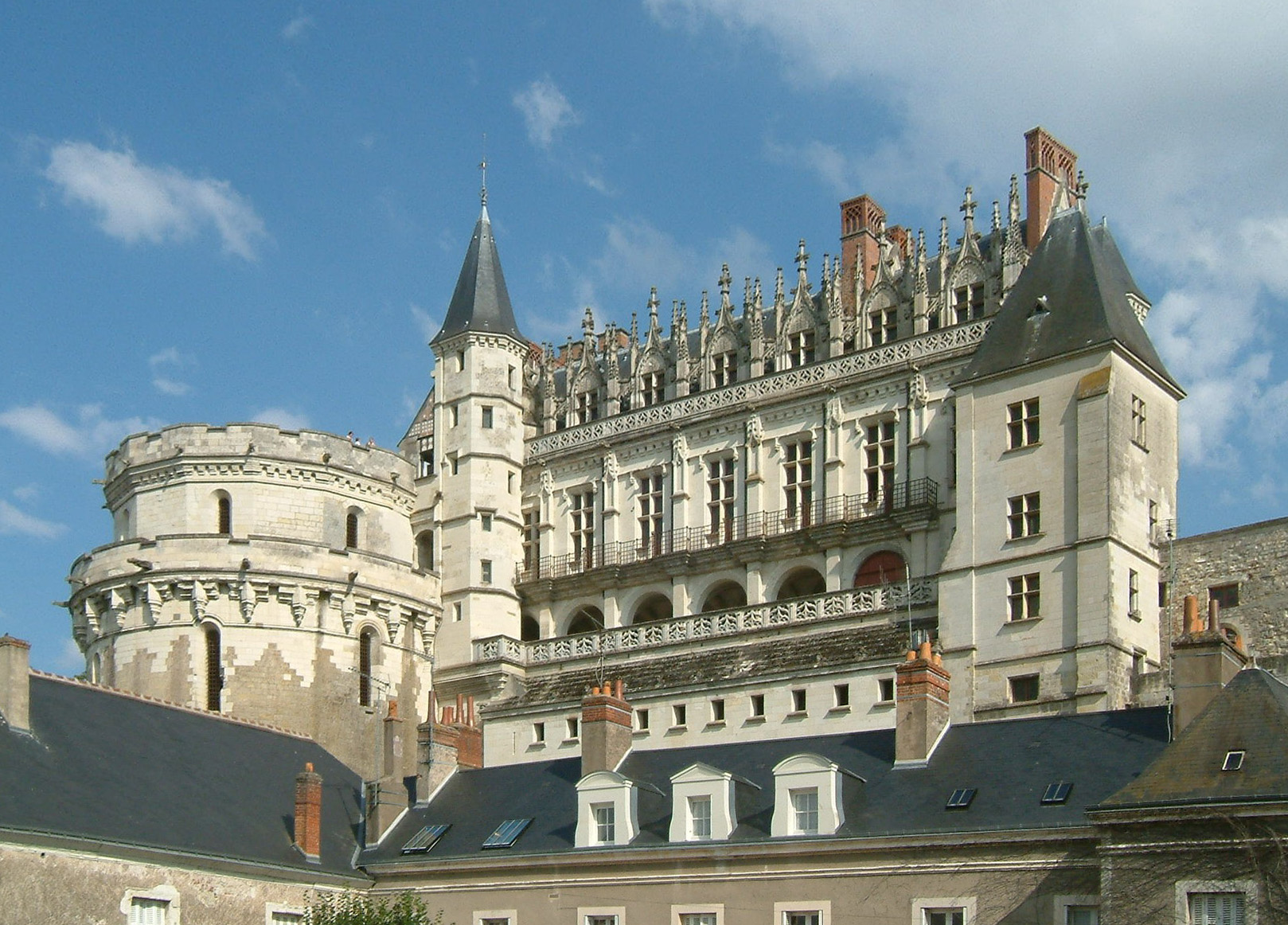
Château d'Amboise

À la mort de sa cousine germaine Mahaut d'Amboise, comtesse de Chartres, (décédée sans postérité en 1256), Jean Ier d'Amboise hérita des seigneuries et des châteaux d'Amboise, de Chaumont-sur-Loire, de Montrichard et de Limeray. Il affranchit aussitôt les habitants de Limeray de la taille et des autres droits onéreux.
Son fils, Jean II d'Amboise, marié à Jeanne de Chârost eut trois garçons : les deux premiers, Pierre Ier et Hugues V, assurèrent la descendance de la famille d'Amboise par deux branches distinctes ; et le troisième, Gilbert, fut archidiacre de Tours. À partir de cette date, le château de Chaumont-sur-Loire restera encore plus de trois siècles dans la famille d'Amboise.

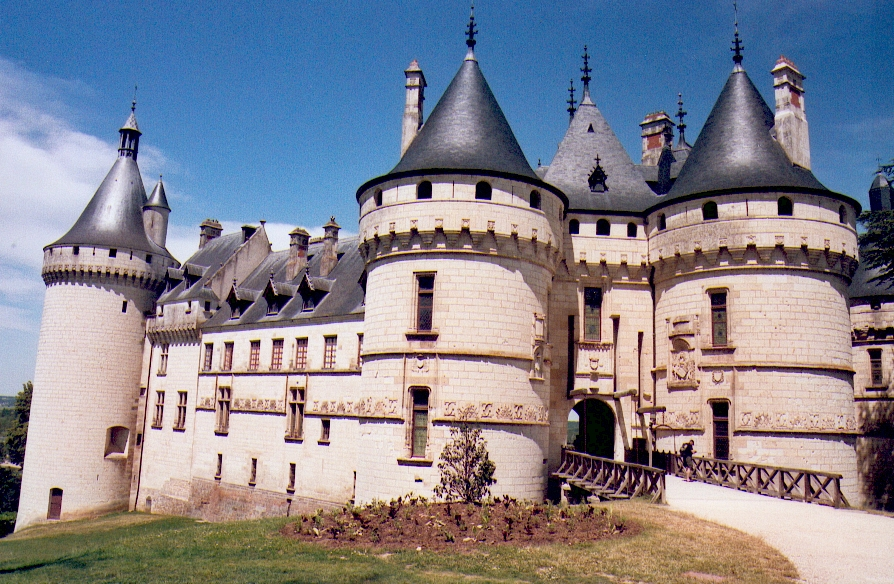
Château de Chaumont-sur-Loire

Jean Ier d'Amboise, (qui se faisait appeler « Jean de Berrie » avant la mort de sa cousine Mahaut), récupéra aussi le nom et les armes d'Amboise.
Jean Ier d'Amboise mourut le 6 juillet 1274 à Berrie dans la Vienne et son corps fut inhumé dans l'église des pères cordeliers de Loudun.

## Sources
- La vie de Françoise d'Amboise- Duchesse de Bretagne 1634-p. 21-22
- Chartres de l'abbaye de Frontevrault.